# 呼延
呼延（こえん）は、漢姓のひとつ。『百家姓』の470番目。

## 由来
呼延は、匈奴の部族名に由来する。『史記』匈奴列伝に匈奴の貴種として、須卜氏（卜氏）とともに「呼衍氏」が見える。
五胡十六国時代の匈奴系の王朝である前趙では、皇帝の母が呼延氏であることが多く、劉淵の母も呼延氏であった。

## 著名な人物
- 呼延謨（中国語版） - 前趙の軍人。
- 呼延翼 - 前趙の軍人。
- 呼延攸 - 前趙の軍人。呼延翼の子、劉淵の呼延皇后の弟。
- 呼延晏 - 前趙の軍人。
- 呼延皇后（中国語版） - 前趙の劉淵の皇后、劉和の母。
- 武元呼延皇后 - 前趙の劉聡の皇后、劉粲の母、上記の呼延皇后の従妹[2]。
- 呼延皇后（中国語版） - 南燕の慕容超の皇后。
- 呼延賛（中国語版） - 北宋の軍人。

### 架空の人物
- 呼延灼 - 『水滸伝』の登場人物。呼延賛の子孫とされる。『大宋宣和遺事』では呼延綽と書かれている。